# مدرک‌محوری
مدرک‌محوری یا مدرک‌گرایی معضلی است که از بی‌توجهی به افراد خلاق، نوآور و کارآفرین و توجه به مدرک و استخدام دولتی پدید می‌آید. این روند در مقابل مهارت محوری و کارمحوری قرار می‌گیرد. مدرک‌گرایی یکی از ابعاد افزایش معضل بیکاری در برخی از کشورها می‌باشد. عبور از مدرک‌گرایی، نیازمند یک فرهنگ و بسترسازی بر اساس بهبود و تصحیح قوانین و مقررات است.

## دلیل محبوب شدن مدرک‌گرایی در یکجامعه
به‌عنوان یک اصل افزایش علم و سواد در تک‌تک افراد جامعه در ارتقاء و رشد فرهنگ جامعه تأثیر مستقیم دارد و به عبارت ساده‌تر یک جامعه باسواد و تحصیل‌کرده بافرهنگ‌تر است. اما اگر نظام آموزش عالی یک کشور به سمت‌وسوی مدرک‌گرایی پیش می‌رود، دلیل احتمالی‌اش آن است که نظام استخدامی آن کشور تقاضایش تا حد زیادی روشن است و اگر کسی وارد نظام دانشگاهی شود آینده‌اش تا حدی روشن است و قوانین استخدامی کشور او را به رسمیت می‌شناسند درحالی‌که نظام مهارت در آن کشورِ خاص این‌چنین نیست. این باعث می‌شود جریان اجتماعی آن جامعه به سمت تحصیلات دانشجویی برود و بعد با معضلاتی مانند مدرک‌گرایی و تحصیل در رشته‌هایی که بازار کار ندارند روبرو شود. نوعی رابطه متقابل میان مدرک از یک‌سو و از سوی دیگر منزلت و پرستیژ اجتماعی، حقوق اقتصادی و اجتماعی و وضعیت و شغل و… موجب می‌شود که مدرک، عاملی مهم و حیاتی در زندگی اجتماعی چنین جامعه‌ای باشد، در نتیجه جامعه درشدت بخشیدن به این گرایش نقش مؤثری ایفا می‌کند زیرا با دیدی اشتباه در جامعه ناخودآگاه صرف داشتن مدرک نماد موفقیت، توانایی و فرهنگ فرد محسوب می‌شود. در چنین جامعه‌ای نگاه مدرک‌گرایی دانشگاهی و رزومه گرایی در دستگاه‌های دولتی برای شناسایی، حمایت و مدیریت کارآفرینان آن کشور استفاده می‌شود، در نتیجه در آن کشور پروسه صحیح شناسایی و حمایت واقعی از کارآفرینان به‌درستی محقق نخواهد شد. ادامه این روند سبب می‌شود تا دانشجویان از ذهنیتی خلاق و هوشمند و پرسشگر برخوردار نشوند.

### شرایط لازم برای رفع معضل مدرک‌گرایی با تصحیح روند در دانشگاه‌ها
به‌منظور اقدامی جهت رفع معضل مدرک‌گرایی در دانشگاه‌ها، دانشگاه باید به سمتی رود که پژوهش از طریق افراد خلاق و نوآور انجام پذیرد به‌گونه‌ای که دانشگاه بتواند از محل آن‌ها کسب درآمد کرده و پژوهش‌هایی را انجام دهد که صاحب داشته باشند و بالطبع آن صاحب مشتری نیز شوند و هدف فقط ثبت یک مقاله آی‌اس‌آی نباشد. باید نگاه به پژوهش عوض شود و با طرح‌ریزی ایده‌های خوب، و نه پول دولت، به هدف رسید؛ باید تفکر مدیریت دانشگاه‌ها از پژوهش دولتی به پژوهش پول‌ساز تغییر جهت بدهد. البته اعمال تغییرات فقط مخصوص دانشگاه نیست بلکه مربوط به بانک، صنعت و فرهنگ نیز می‌شود.

## مدرک‌گرایی درایران
در آذرماه «سال ۱۳۹۴»، اعلام شد که پیش‌بینی می‌شود سقف جمعیت بازار کار در ایران، «در چهار سال آینده»، هشت میلیون نفر باشد که چهار میلیون و نهصد نفر آن‌ها در دانشگاه‌ها درس خوانده‌اند که با این نسبت برای «۱ مدیر»، حتی «۱ کارگر» هم وجود ندارد.